# Aphanocarpus steyermarkii
Aphanocarpus es un género monotípico de plantas con flores perteneciente a la familia Rubiaceae. Su única especie, Aphanocarpus steyermarkii (Standl.) Steyerm., Mem. New York Bot. Gard. 12(3): 264 (1965), es originaria de Venezuela.

## Sinonimia
- Pagamea steyermarkii Standl., Fieldiana, Bot. 28: 589 (1953).
- Aphanocarpus steyermarkii f. elongatus Steyerm., Ann. Missouri Bot. Gard. 71: 331 (1984).
- Aphanocarpus steyermarkii f. glabrior Steyerm., Ann. Missouri Bot. Gard. 71: 330 (1984).